# لوزان، فرانسه
لوزان، فرانسه (به فرانسوی: Lozanne) یک کمون در فرانسه با جمعیت ۲٬۳۲۱ نفر است که در رون واقع شده‌است.